# 王戎 (话剧演员)
王戎（？—？），中国艺术剧社演员，1950年代胡风反革命集团案受害者。
20世纪40年代，王戎在上海从事“左联”的戏剧工作，与夏衍、阳翰笙等人的关系密切。1944年重庆《新华日报》在讨论话剧《清明前后》时，王戎写了一篇名为《从“清明前后”说起》的文艺评论文章，后来被认为“反映了胡风的文艺思想”。
1949年，何其芳在谈到国统区对胡风文艺思想的批判时，还专门点了王戎的名。
　